# Who’s Next
Who’s Next — пятый студийный альбом британской рок-группы The Who, выпущенный 2 августа 1971 года. Материал для этой пластинки был позаимствован из незаконченного проекта Lifehouse, мультимедийной рок-оперы, которую Пит Таунсенд задумывал как продолжение предыдущего диска группы — Tommy. Однако проект был отменён из-за сложности его реализации и конфликтов с менеджером коллектива Китом Ламбертом. Тем не менее, Таунсенда уговорили записать этот материал в виде полноформатного студийного альбома.
The Who работали над лонгплеем при содействии звукоинженера Глина Джонса. После создания песни «Won’t Get Fooled Again» в передвижном фургоне The Rolling Stones Mobile Studio группа перебралась в студию Olympic, где записала и смикшировала большинство оставшихся треков. Среди особенностей альбома музыкальные критики отмечают выдающуюся работу с синтезаторами, особенно в композициях «Won’t Get Fooled Again» и «Baba O’Riley», которые были выпущены в качестве синглов. Обложка альбома была придумана фотографом Итаном Расселом, изображение было отсылкой к монолитам из киноленты «Космическая одиссея 2001 года». На фото музыканты только что помочились на похожую бетонную конструкцию, торчащую из террикона.
Альбом имел колоссальный успех, музыкальные критики рассматривают его как лучшую запись The Who и один из величайших альбомов всех времён. Who’s Next был переиздан несколько раз, в том числе с дополнительными песнями, первоначально предназначавшимися для Lifehouse.

## Предыстория
К 1970 году The Who купались в лучах славы — получив как коммерческий успех, так и признание критиков, они, однако, начали отделяться от своей первоначальной аудитории. Движение модов исчезло, а оригинальные поклонники из Шеперд-Буша выросли из подросткового возраста. Кроме того, группа начала «терять связь» с их менеджером Китом Ламбертом, который был слишком озабочен делами своего лейбла Track Records. Музыканты гастролировали с момента выпуска Tommy, на протяжении года исполняя треки из этого альбома, Пит Таунсенд понимал, что им необходимо выпустить что-то новое. В 1970 году были изданы сингл «The Seeker» и концертный альбом Live at Leeds, также был записан мини-альбом с новым материалом («Water», «Naked Eye», «I Don’t Even Know Myself», «Postcard» и «Now I’m a Farmer»), но в итоге музыканты решили отложить его в «долгий ящик», так как, по их мнению, он не соответствовал уровню их предыдущей работы.
Первоначально группа работала над проектом под названием Lifehouse. Его сюжет произрастал из серии эссе Таунсенда, которые он писал для журнала Melody Maker в августе 1970 года, в них он размышлял о важности рок-музыки и, в частности, роли аудитории. Среди своих коллег по рок-цеху Таунсенд был самым заинтересованным в использовании музыки как коммуникационного инструмента и хотел расширить свою сферу деятельности в другие области искусства, в том числе кино, дабы уйти от традиционной схемы альбом/турне. Музыкант описывал Lifehouse как футуристическую рок-оперу в виде записанного «вживую» концептуального альбома, а также музыку для сопутствующего фильма. Таунсенд описал основной сюжет оперы в интервью для Disc and Music Echo: действие должно было происходить в ближайшем будущем, в социуме, где запрещена музыка и бо́льшая часть населения живёт в «подопытных костюмах», контролируемых правительством. Бунтарь Бобби взламывает сеть и транслирует рок-музыку в костюмы, тем самым даруя возможность людям избавиться от контроля и очистить своё сознание. Некоторые элементы сюжета точно описывали появившиеся в будущем технологии; например, «сеть» (англ. the grid) напоминает интернет, а «сеть сновидений» — виртуальную реальность.
13 января 1971 года The Who провели пресс-конференцию, где объявили, что отыграют ряд концертов в театре Young Vic. В ходу этих выступлений они должны были задействовать вымышленные элементы из предстоящего проекта, по задумке группы, зрители должны были стать интерактивными участниками этого шоу. После того как Кит Мун закончил съёмки в фильме «200 Мотелей», The Who отыграли первый концерт, который состоялся 15 февраля. Во время шоу музыканты задействовали новую квадрофоническую систему оповещения публики, которая обошлась им в £ 30,000. Зрители в основном были приглашены из различных организаций, таких как молодёжные клубы, в свободную продажу поступило только несколько билетов.

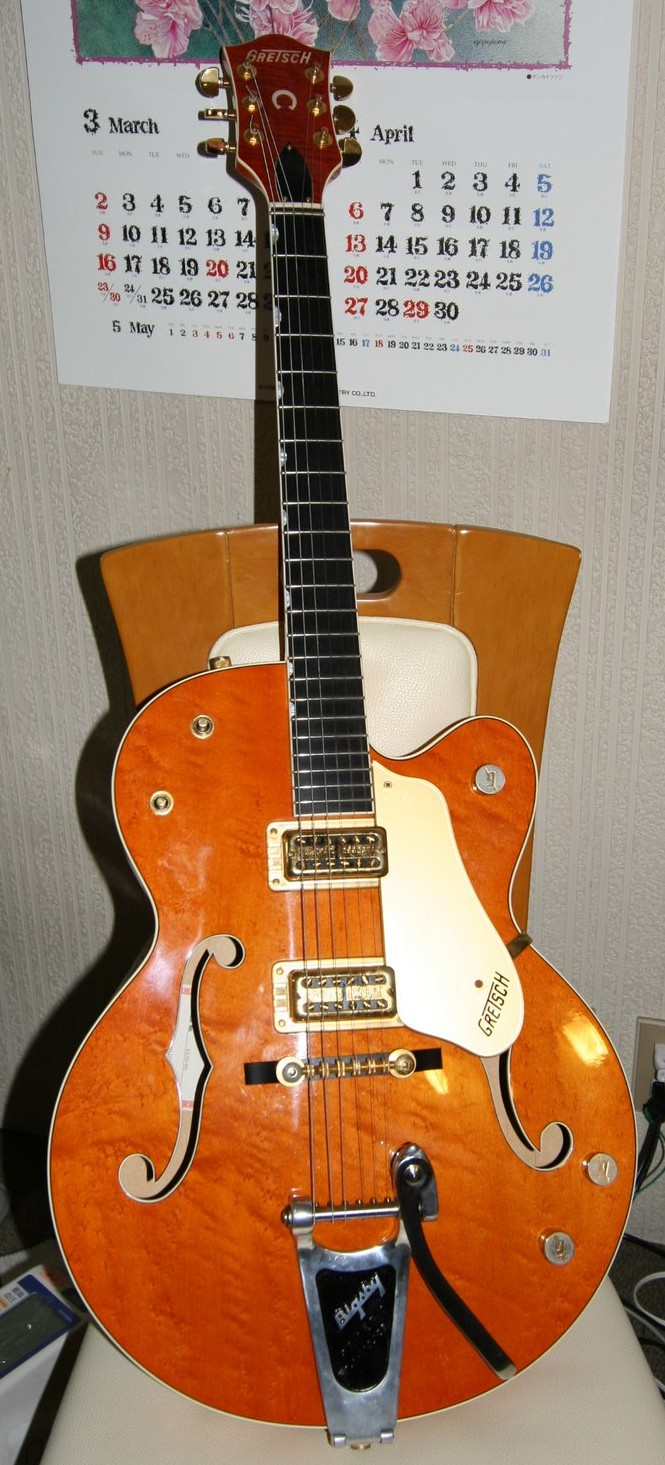
Gretsch была основной гитарой Пита Таунсенда во время записи Who’s Next

После нескольких концертов Ламберт пригласил группу в студию Record Plant Studios, чтобы записать новый материал, и музыканты незамедлительно вылетели в Нью-Йорк. В студии к ним присоединились ещё несколько человек: Эл Купер (орган Хаммонда), Кеннет Эшер (фортепиано) и Лесли Уэст (гитара). Таунсенд использовал гитару Gretsch 1957 года, подаренную ему Джо Уолшем во время сессии — ему настолько понравился этот инструмент, что стал его основной гитарой для работы в студии. Участие Ламберта в сессии было минимальным — он оказался не в состоянии смикшировать записанный материал из-за того, что пристрастился к «тяжёлым» наркотикам; в свою очередь, у Таунсенда обострились проблемы с алкоголем. После возвращения группы в Великобританию звукоинженер Глин Джонс сделал копии материала из Record Plant, однако он настоял на том, что будет лучше перезаписать всё это «с нуля» в студии Olympic Sound Studios в Барнсе.
Группа дала ещё ряд концертов в Young Vic 25 и 26 апреля, которые были записаны Энди Джонсом с помощью передвижной студии Rolling Stones Mobile Studio (арендованной у группы The Rolling Stones), однако Таунсенд разочаровался в Lifehouse, и дальнейшие выступления были отменены. Проект оказался «неподъёмным» сразу на нескольких уровнях и создавал напряжение внутри группы, кроме того он стал одной из причин ухудшения отношений между Таунсендом и Ламбертом. Годы спустя на обложке обновлённой версии альбома, переизданной на CD, Таунсенд признался, что провал проекта привёл его на грань нервного срыва. «Аудитория в Young Vic не была заинтересована во взаимодействии с группой, в создании нового материала, они просто хотели услышать „My Generation“ и поглазеть на то, как мы разбиваем инструменты» — сетовал музыкант. В свою очередь, Роджер Долтри заявил: «Мы как никогда были близки к распаду».
Хотя концепция Lifehouse была заброшена, обрывки проекта вошли в альбом Who’s Next, в том числе наработки с синтезаторами и компьютерами. Одна из первых концепций Lifehouse включала добавление персональных данных каждого зрителя в систему аналогового синтезатора для создания «универсального» аккорда, который должен был прозвучать в финале фильма. Отказ Таунсенда от Lifehouse развязал музыкантам руки, так как теперь не было необходимости подгонять всё под определённый сюжет (как в случае с Tommy). Это позволило группе сосредоточиться на структуре отдельных треков, придумать индивидуальные черты.
Несмотря на то, что Таунсенд отказался от своих первоначальных планов по реализации Lifehouse, он всё же продолжал развивать эту концепцию, возвращаясь к ней в более поздних альбомах. Итогом стал выпуск сборника Lifehouse Chronicles на шести компакт-дисках (был издан в 1999 году). В 2007 году начал работу сайт The Lifehouse Method, который собирал данные от пользователей приложения и превращал их в музыкальные портреты.

## Запись

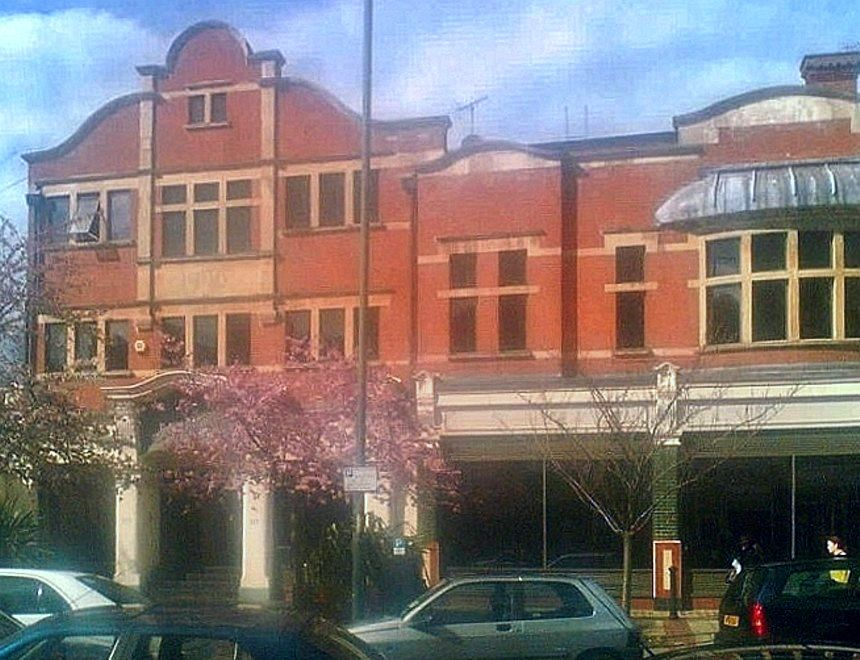
Бо́льшая часть альбома была записана в студии Olympic Studios (Барнс, Лондон) под руководством Глина Джонса

Первая сессия Who’s Next прошла в доме Мика Джаггера — Stargroves, в начале апреля 1971 года. Музыканты использовали передвижную студию Rolling Stones Mobile и записали минусовку песни «Won't Get Fooled Again», прежде чем решили переехать в Olympic Studios, под руководством Глина Джонса. Сессии начались 9 апреля (работой над треком «Bargain») и продолжались в течение мая, за это время группа записала ряд треков: «Time is Passing», «Pure and Easy», «Love Ain’t for Keeping» (изначально он имел более хард-роковую структуру, но был переделан в акустический вариант), «Behind Blue Eyes», «The Song Is Over», «Let’s See Action» и «Baba O’Riley». Ники Хопкинс был приглашён в качестве пианиста, а Дэйв Арбус сыграл на скрипке в композиции «Baba O’Riley». Трек «My Wife» Джона Энтвисла был добавлен в альбом уже в последнюю минуту в конце сессий, первоначально бас-гитарист планировал выпустить его в своём сольном альбоме.
В отличие от сессий в Record Plant и Young Vic, работа с Джонсом проходила в более продуктивной атмосфере, так как звукоинженер, в первую очередь, был нацелен на достижение хорошего звучания, в то время как Ламберта всегда больше волновал имидж группы. Таунсенд вспоминал: «Мы были просто потрясены звучанием, которого добился Глин». Таунсенд использовал материал, сочинённый ранее на синтезаторах, изменив звучание клавишных в нескольких режимах: добавив дроун-эффекты в нескольких песнях, в первую очередь — «Baba O’Riley» и «Won’t Get Fooled Again», а также в «Bargain», «Going Mobile» и «The Song Is Over». Синтезатор был использован в качестве составной части звучания пластинки, в отличие от поверхностных штрихов, распространённых в альбомах исполнителей того времени. Стиль ударника — Кита Муна — претерпел изменения, по сравнению с предыдущем диском группы. Барабанщик играл в духе ранних записей The Who — более формально, без долгих проигрышей — отчасти из-за наличия синтезаторов, но также из-за продюсерского виденья Джонса, который делал упор на чистом исполнении, и соглашался на «феерию» ударных только при крайней необходимости. Джонс сыграл важную роль в мотивации музыкантов — они должны записать просто очередной альбом, веря, что все песни получатся превосходными. Группа дала продюсеру карт-бланш, в праве выбрать для пластинки любые песни (записанные во время сессий) и расположить их по своему усмотрению. Несмотря на ключевой вклад Джонса, в итоге, он был отмечен только как сопродюсер записи. По словам Джонса, его ключевой вклад заключался в технической области, а также создание большей части аранжировок на основе ранних демозаписей Таунсенда.

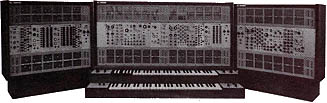
Подобный синтезатор фирмы ARP использовался Питом Таунсендом во время записи пластинки Who’s Next

Альбом открывается треком «Baba O’Riley», Таунсенд сыграл в этой песне на органе Лоури, звук которого пропущен через синтезатор. Название композиции своеобразная дань уважения кумирам Таунсенда — гуру Мехер Бабе́ и композитору Терри Райли (из-за сложности произношения, к песне прикрепилось неофициальное название — «Teenage Wasteland», строчка из куплета). Партия на органе была взята из более длинного демо Таунсенда, некоторые части которого позже были включены в трибьют-альбом посвящённый Мехеру I Am. По словам Таунсенда эти органные партии прошли через «две или три тысячи правок». В первой строчке текста песни «Bargain» поётся: «Я бы с удовольствием потерял себя, чтобы найти тебя» — это одна из мантр Мехера. Энтвисл сочинил композицию «My Wife» после ссоры со своей женой, поэтому на протяжении всей песни в тексте нагнетается ситуационный конфликт. Трек включает в себя партию духовых инструментов, записанных в во время получасовой сессии. «Pure and Easy» — ключевой трек из Lifehouse — не был включён в альбом, тем не менее его титульная мелодия была включена в песню «The Song is Over», в качестве коды.
«Behind Blue Eyes» включает три вокальные гармонии Долтри, эта песня была написана Таунсендом и Энтвислом для главной антагониста Lifehouse — Кирпича (англ. Brick). Мун вообще не играл в первой части этого трека, что было очень нехарактерно для этого музыканта, впоследствии биограф группы, Дэйв Марш, заметил по этому поводу: «эта была самая долгая пауза в карьере Кита Муна». Текст заключительной песни — «Won’t Get Fooled Again» был критической тирадой в отношении революции. Таунсенд объяснял: «революция по прошествии времени так и остаётся революцией, а множество людей получают лишь боль». Как и в первом треке, в этой песне звучит орган Лоури, звук которого пропущен через синтезатор фирмы ARP. Партия на органе также была взята из ранних демо Таунсенда.

## Обложка
На обложке альбома использована фотография группы сделанная близ угольных шахт Easington Colliery, музыканты отходят от бетонной глыбы, торчащей из кучи террикона, на которую только что помочились. Идея фотографии появилась у Энтвисла и Муна после просмотра фильма «Космическая одиссея 2001 года». По словам фотографа — Итана Рассела — во время съёмок, большинству музыкантов не хотелось «по-маленькому», в связи с этим глыбу побрызгали дождевой водой, предварительно наполнив ею пустую коробку из-под плёнки. На задней стороне обложки размещена фотография музыкантов за кулисами De Montfort Hall, в Лестере, среди обломков мебели. В 2003 году телеканал VH1 назвал обложку Who’s Next одной из величайших обложек всех времён.
Среди других идей для обложки было два варианта фотографий: на одном — музыканты справляли нужду на кучу усилителей Marshall, на втором — «отливали» на голую толстую женщину, с лицами самих музыкантов вместо её гениталий. В качестве альтернативной обложки было сделано фото где Мун был одет в чёрное женское бельё, коричневом парик и держал в руках кнут, позже оно было использовано в переиздании альбома на компакт дисках (1995 и 2003 годы), его размещали внутри вкладыша CD. Некоторые из фотографий, сделанных в ходе этих сессий, позже были использованы как промоматериалы для рекламы пластинки лейблом Decca в США.

## Выпуск и продвижение

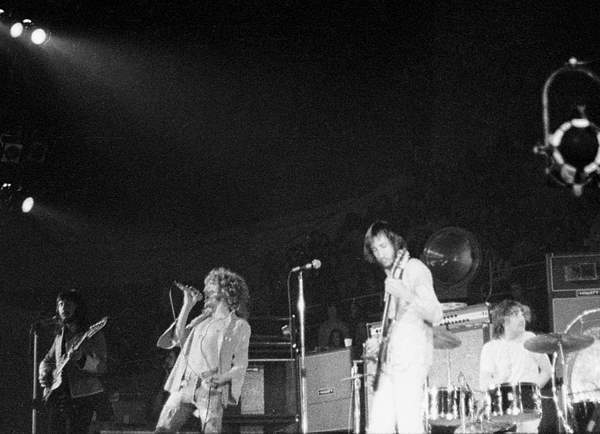
The Who выступают в городе Шарлотт (Северная Каролина) вскоре после издания альбома

Первый сингл «Won’t Get Fooled Again» (сокращённый до трёх с половиной минут) был выпущен 25 июня 1971 года в Великобритании и 17 июля в США, в преддверии альбома. Он достиг девятого и пятнадцатого места в чартах этих стран, соответственно. Альбом был выпущен 14 августа в США и 27 августа в Великобритании. Он стал единственным диском The Who, добравшимся до первого места на родине музыкантов.
Турне музыкантов по США началось незадолго до выхода альбома. Группа использовала аппаратуру, задействованную во время постановок Lifehouse, хотя звукорежиссёр — Боб Придден — полагал, что технические требования оборудования были сверхсложными. Список исполняемых песен был обновлён, теперь он содержал меньше материала из Tommy, нескольких песен из нового альбома, в том числе «My Wife», «Baba O’Riley» и «Won’t Get Fooled Again» — которые быстро стали концертными фаворитами публики. На последних двух треках музыканты использовали фонограмму синтезатора. В сентябре гастроли переместились в Великобританию, одно из самых крупных шоу состоялось на стадионе Кеннингтон Овал перед 35,000 зрителей. Гастроли продолжалось восемь месяцев, на тот момент это было самое большое турне The Who.
Несколько дополнительных песен, записанных во время сессий альбома Who’s Next, позже были выпущены в качестве синглов или на сборниках группы. Трек «Let’s See Action» был выпущен в качестве сингла в 1971 году, «Join Together» в июне 1972 года, а «Relay» в ноябре. «Pure and Easy», «Put The Money Down» и «Too Much of Anything» были изданы в альбоме Odds & Sods, а «Time is Passin» вышла в составе переиздания пластинки на компакт-диске (1998). Кавер-версия композиции «Baby Don’t You Do It» соул-исполнителя Марвина Гэя вошла в состав подарочной версии альбома (2003).
Альбом претерпел несколько ремастеринговых переизданий, в основе которых находились ленты из разных сессий. Считается, что оригинальные записи из Olympic Studios были утеряны, а персонал лейбла Virgin Records выбросил значительное количество старых записей, когда приобрёл студию в 1980-х. Видеоигровой издатель Harmonix Music Systems  выражал намерение выпустить альбом Who’s Next в качестве загружаемого контента для игр из серии «Rock Band». Однако это оказалось невозможным, так как не удалось найти оригинальные многодорожечные записи альбома (этот факт подтвердил Таунсенд). Вместо этого был выбран сборник The Best of The Who, который содержал три песни из пластинки Who’s Next («Behind Blue Eyes», «Baba O’Riley» и «Going Mobile»), взамен обещанного альбома. Некоторое время спусия были обнаружены 16-канальная запись песни «Won’t Get Fooled Again» и 8-канальные ленты остального материала, за исключением песен «Bargain» и «Getting In Tune».

## Отзывы критиков и наследие
| Оценки критиков               | Оценки критиков |
| Источник                      | Оценка          |
| ----------------------------- | --------------- |
| AllMusic                      | [ 43 ]          |
| Роберт Кристгау               | A               |
| Encyclopedia of Popular Music | [ 45 ]          |
| Mojo                          | [ 46 ]          |
| MusicHound                    | 5/5             |
| Q                             | [ 48 ]          |
| Rolling Stone Album Guide     | [ 49 ]          |
| The Village Voice             | (A+)            |

В своей рецензии для газеты The Village Voice музыкальный критик Роберт Кристгау назвал Who’s Next «лучшим хард-рок альбомом за последнее время», отметив, что в то время как их предыдущие записи страдали от ненасыщенного звука, теперь группа «достигает той же самой резонирующей непосредственности в студии, раскрываясь так же, как и на концертах». Рецензент журнала Sounds — Билл Уокер — особо отметил песни: «Baba O’Riley», «My Wife» и «The Song Is Over», подытожив — «После уникального шедевра — Tommy — музыканты должны были придумать что-то особенное и тот факт, что они отважились записать самостоятельный альбом, а не продолжение рок-оперы — реверанс в сторону их мужества и изобретательности». Джон Мендельсон из журнала Rolling Stone отметил в своей статье, что несмотря на некоторый элемент серьёзности и наигранности, Who’s Next имеет бесспорные сильные стороны — «он грамотно продуман, великолепно исполнен, блестяще спродюсирован, и, в некоторых моментах, захватывает дух». Альбом занял первое место в номинации «Лучший альбом 1971» ежегодного опроса Pazz & Jop.
По прошествии времени многие музыкальные критики расценивали Who’s Next как лучший альбом The Who. В ретроспективном обзоре портала AllMusic Стивен Томас Эрлевайн писал, что звучание пластинки было более искренним, нежели у Tommy или проекта Lifehouse, потому что «они были искусством, а Who’s Next — даже со всеми его нюансами — это рок-н-ролл». Обозреватель сайта BBC Music Крис Робертс назвал этот диск лучшей записью группы — «это один из высеченных в камне памятников, неприкосновенный рок-канон». Редакция журнала Mojo особо отметила сложную мелодическую структуру песен, их цепляющую составляющую и инновационное использование синтезаторов, которые ни капли не разбавляют кредо группы — «рубящего по-чёрному рок-квартета». В статье для альманаха Encyclopedia of Popular Music (1998) Колин Ларкин написал следующее: «этот альбом поднял стандарты в хард-роке» и его «баланс динамики» подчёркивал контраст между мощной игрой коллектива и контрапунктами — время от времени вкрапляемых продюсером — облигато акустических гитар и синтезаторов. Некоторое время спустя, Кристгау выражал меньше энтузиазма по поводу этой записи, так, в 80-х годах он называл The Who «худшей из арт-рок групп», сетовав, что Who’s Next не выдержал проверку временем из-за «театрального вокала Долтри» и «всей этой синтезаторной какофонии».
По статистике портала Acclaimed Music Who’s Next занимает 35-е место в списке «величайших альбомов всех времён», составленном музыкальными критиками. В 2002 году лонгплей занял 9-ю позицию в рейтинге «100 лучших рок-альбомов всех времён» по версии журнала Classic Rock. В 2003 году журнал Rolling Stone поставил альбом на 28-е место в своём рейтинге «500 величайших альбомов всех времён». Пластинка заняла 15-ю позицию в списке портала Pitchfork Media в «100 лучших записей 70-х». Также лонгплей был отмечен в альманахе 1001 Albums You Must Hear Before You Die (2005). Телеканал BBC показывал передачу об этом альбоме в одном из эпизодов цикла программ The Classic Albums, первоначально на радио (1989 год), а затем на телевидении (1998 год), в 2006 году этот эпизод был издан на DVD, под названием Classic Albums: The Who — Who’s Next. В том же году альбом был отмечен газетой Times в их списке «100 лучших записей всех времён». В 2007 году запись была введена в зал славы «Грэмми» «за проверенное годами качество и историческое значение для индустрии».

## Список композиций
Все песни написаны Питом Таунсендом, за исключением отмеченных
Сторона А
1. «Baba O'Riley» — 5:11
2. «Bargain» — 5:33
3. «Love Ain’t for Keeping» — 2:12
4. «My Wife» (Джон Энтвистл) — 3:41
5. «The Song Is Over» — 6:16

Сторона B
1. «Getting in Tune» — 4:50
2. «Going Mobile» — 3:42
3. «Behind Blue Eyes» — 3:42
4. «Won't Get Fooled Again» — 8:32

Бонус-треки на переиздании 1995 года
1. «Pure and Easy» (оригинальная версия) — 4:22
  - Ранее не выпускалась.
2. «Baby Don't You Do It» (Холланд-Дозир-Холланд) — 5:14
  - Ранее не выпускалась. Кавер-версия песни Марвина Гэя.
3. «Naked Eye» (live) — 5:31
  - Записана 26 апреля 1971 в студии Young Vic.
4. «Water» (live) — 6:25
  - Ранее не выпускалась. Записана 26 апреля 1971 в студии Young Vic.
5. «Too Much of Anything» — 4:25
6. «I Don’t Even Know Myself» — 4:56
7. «Behind Blue Eyes» (оригинальная версия) — 3:28
  - Ранее не выпускалась.

### Делюкс-издание
Диск 1
Первый диск делюкс-издания содержит 9 песен из оригинального альбома и 6 аут-тейков, следующих за ними, из которых «Getting in Tune» и «Won’t Get Fooled Again» ранее не выпускались. Все 6 аут-тейков были записаны во время рекорд-сессий альбома, в студии Record Plant в Нью-Йорке, в марте 1971 года; группа не стала использовать этот материал и перезаписала 5 из 6 песен заново в Англии, позднее в том же году.
1. «Baba O’Riley» — 5:01
2. «Bargain» — 5:33
3. «Love Ain’t for Keeping» — 2:10
4. «My Wife» — 3:35
5. «The Song Is Over» — 6:17
6. «Getting in Tune» — 4:49
7. «Going Mobile» — 3:43
8. «Behind Blue Eyes» — 3:42
9. «Won’t Get Fooled Again» — 8:35
10. «Baby Don’t You Do It» — 8:21
  - Та же версия выпущена в 1995 на CD в удлинённом варианте.
11. «Getting in Tune» — 6:36
12. «Pure and Easy» — 4:33
  - Та же самая, что и на CD 1995 г., но в другой аранжировке.
13. «Love Ain’t for Keeping» — 4:06
  - Электрическая версия ранее была выпущена в 1998 на переиздании Odds & Sods.
14. «Behind Blue Eyes» (Alternate version) — 3:30
15. «Won’t Get Fooled Again» — 8:48
  - Оригинальная запись, сделанная в Нью Йорке

Диск 2
Композиции со второго диска были записаны на концерте, состоявшемся 26 апреля 1971 года в лондонском театре Янг-Вик. Все композиции ранее не выпускались, кроме «Water» и «Naked Eye». Также на концерте были исполнены «Pinball Wizard», «Bony Moronie», «See Me Feel Me/Listening to You» и «Baby Don’t You Do It», однако на диск они не попали.
1. «Love Ain’t For Keeping» — 2:57
2. «Pure and Easy» — 6:00
3. «Young Man Blues» — 4:47
4. «Time Is Passing» — 3:59
5. «Behind Blue Eyes» — 4:49
6. «I Don’t Even Know Myself» — 5:42
7. «Too Much of Anything» — 4:20
8. «Getting in Tune» — 6:42
9. «Bargain» — 5:46
10. «Water» — 8:19
11. «My Generation» — 2:58
12. «Road Runner» — 3:14
13. «Naked Eye» — 6:21
14. «Won’t Get Fooled Again» — 8:50

## В записи участвовали
Члены группы
- Роджер Долтри — основной вокал на композициих 1, 2, 3, 6, 8 и 9, совместный с Питом Таунсендом на 5 композиции, губная гармоника на «I Don’t Even Know Myself»
- Джон Энтвистл — бас-гитара, духовые инструменты, вокал и фортепиано на «My Wife»
- Кит Мун — ударные, перкуссия
- Пит Таунсенд — гитара, синтезаторы VCS3 и ARP, орган, фортепиано на «Baba O’Riley», основной вокал на «Going Mobile» и совместный с Роджером Долтри на 2 и 5 композициях

Приглашённые музыканты
- Никки Хопкинс (Nicky Hopkins) — фортепиано на «Song Is Over» and «Getting In Tune»
- Дэйв Арбас (Dave Arbus) — скрипка на «Baba O’Riley»
- Эл Купер (Al Kooper) — орган на оригинальной версии «Behind Blue Eyes»
- Лесли Вест (Leslie West) — гитара на удлинённой версии «Baby Don’t You Do It»

## Позиции в чартах
Альбом
| Год  | Чарт                                       | Позиция | Информация     |
| ---- | ------------------------------------------ | ------- | -------------- |
| 1971 | Billboard Pop Albums                       | 4       |                |
| 1971 | UK Chart Album                             | 1       |                |
| 2003 | Billboard's Pop Catalog (Северная Америка) | 5       | Делюкс-издание |

Синглы
| Год  | Название                 | Чарт                  | Позиция |
| ---- | ------------------------ | --------------------- | ------- |
| 1971 | «Behind Blue Eyes»       | Billboard Pop Singles | 34      |
| 1971 | «Won’t Get Fooled Again» | Billboard Pop Singles | 15      |
| 1971 | «Won’t Get Fooled Again» | UK Singles Chart      | 9       |

## Сертификация
| Сертификатор | Сертификация      | Дата             |
| ------------ | ----------------- | ---------------- |
| RIAA (США)   | Золотой           | 16 сентября 1971 |
| RIAA (США)   | Платиновый        | 8 февраля 1993   |
| RIAA (США)   | Трижды платиновый | 8 февраля 1993   |